# Groupe d'astronautes 17

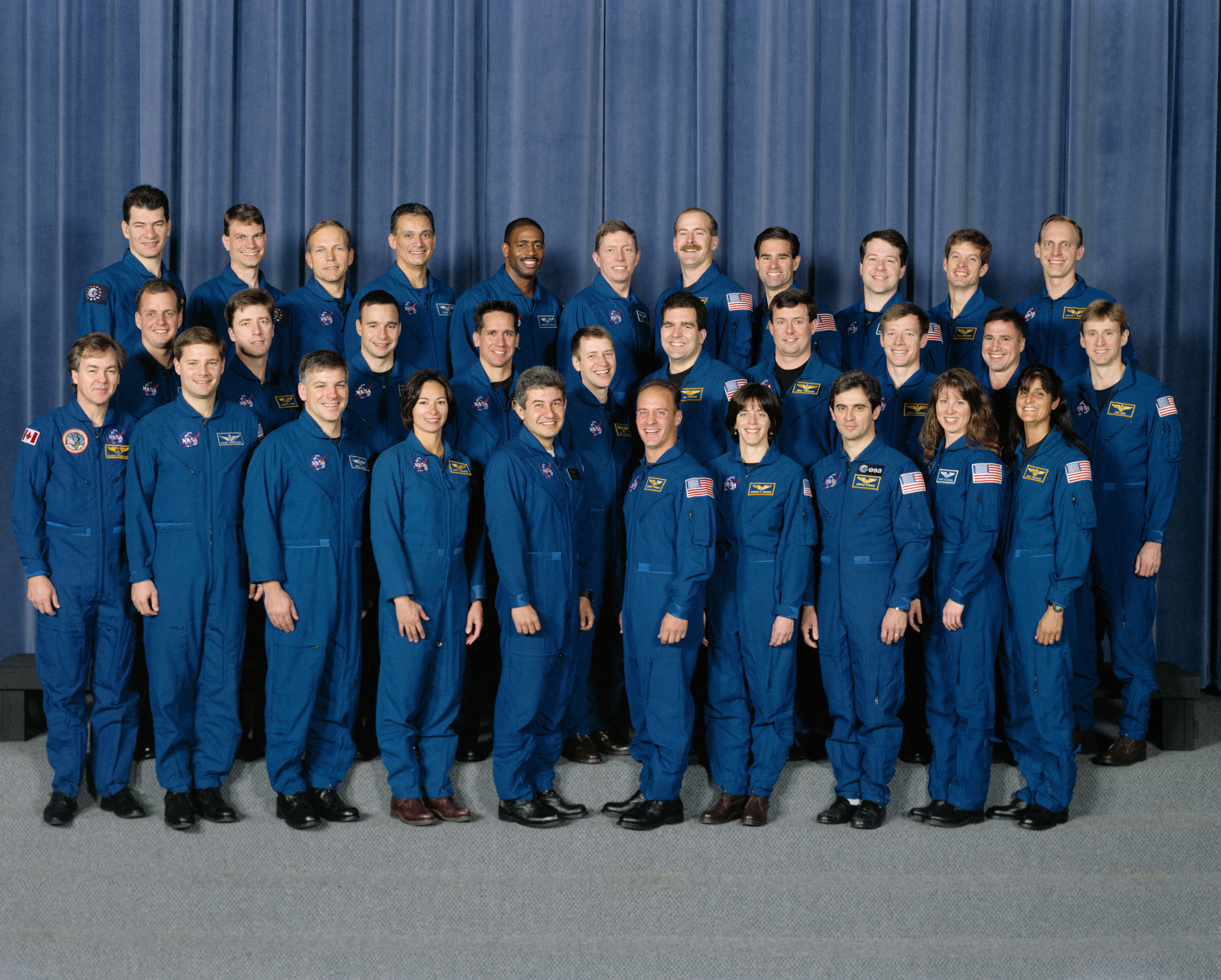
Le groupe d'astronautes de 1998.

Le groupe d'astronaute 17 de la Nasa (surnommé « The Penguins » ) a été constitué en 1998.

## Pilotes
- Lee Archambault (retraité)
  - Pilote, STS-117 (Atlantis)
  - Commandant, STS-119 (Discovery)
- Christopher Ferguson[1] (retraité)
  - Pilote, STS-115 (Atlantis)
  - Commandant, STS-126 (Endeavour)
  - Commandant, STS-135 (Atlantis, dernière mission de navette)
- Kenneth Ham[2] (retraité)
  - Pilote, STS-124 (Discovery)
  - Commandant, STS-132 (Atlantis)
- Gregory C. Johnson[3] (retraité)
  - Pilote, STS-125
- Gregory H. Johnson[4] (retraité)
  - Pilote, STS-123, (Endeavour)
  - Pilote, STS-134, (Endeavour)
- William Oefelein
  - Pilote, STS-116, (Discovery)[5]
- Alan G. Poindexter[6] (décédé)
  - Pilote, STS-122, (Atlantis)
  - Commandant, STS-131 (Discovery)
- George D. Zamka[7]
  - Pilote, STS-120, (Discovery)
  - Commandant, STS-130, (Endeavour)

## Spécialistes de mission
- Clayton Anderson[8] (retraité)
  - STS-117 (Atlantis ; vers l'International Space Station (ISS))
  - Ingénieur, Expédition 15
  - STS-120 (Discovery ; depuis l'ISS)
  - STS-131 (Discovery)
- Tracy Caldwell[9]
  - STS-118 (Endeavour)
  - Ingénieur, Expédition 23/Expédition 24
- Gregory Chamitoff[10]
  - NEEMO 3
  - Spécialiste, STS-124 (Discovery ; vers l'ISS)
  - Ingénieur, Expédition 17/Expédition  8
  - Spécialiste, STS-126 (Endeavour ; depuis l'ISS)
  - Spécialiste, STS-134 (Endeavour)
- Timothy Creamer[11] (retraité)
  - Ingénieur, Expédition 22/Expédition 23
- Michael Foreman[12] (retraité)
  - Spécialiste, STS-123 (Endeavour)
  - Spécialiste, STS-129 (Atlantis)
- Michael E. Fossum[13]
  - Mission specialist, STS-121 (Discovery)
  - Mission specialist, STS-124 (Discovery)
  - Soyouz TMA-02M
  - Ingénieur, Expédition 28
  - Commander, Expédition 29
- Stanley G. Love[14] (retraité)
  - Spécialiste, STS-122 (Atlantis)
- Leland D. Melvin[15] (retraité)
  - Spécialiste, STS-122 (Atlantis)
  - Spécialiste, STS-129 (Atlantis)
- Barbara Morgan[16] (retraitée)
  - STS-118 (Endeavour)
- John Olivas[17]
  - Spécialiste, STS-117 (Atlantis)
  - Spécialiste, STS-128 (Discovery)
- Nicholas Patrick[18]
  - Spécialiste, STS-116 (Discovery)
  - Spécialiste, STS-130 (Endeavour)
- Garrett Reisman[19]
  - STS-123 (Endeavour ; vers l’ISS)
  - Ingénieur, Expédition 16/Expédition 17
  - STS-124 (Discovery ; depuis l'ISS)
  - STS-132 (Atlantis)
- Patricia Robertson[20] (décédée)
- Steven Swanson[21]
  - Spécialiste, STS-117 (Atlantis)
  - Spécialiste, STS-119 (Discovery)
- Douglas H. Wheelock[22]
  - Spécialiste, STS-120 (Discovery)
- Sunita Williams[23]
  - STS-116 (Discovery ; vers l'ISS)
  - Ingénieur, Expédition 14/Expédition 15
  - STS-117 (Atlantis ; depuis l’ISS)
- Neil Woodward[24] (retraité)